# Distrito de Göppingen
El Distrito de Göppingen es un distrito rural (Landkreis) situado en el este del estado federal de Baden-Wurtemberg, que pertenece a la Región Stuttgart. Los distritos vecinos son (empezando por el norte y en sentido horario): el Distrito de Rems-Murr y el Distrito de Ostalb en el norte, en el este el Distrito de Heidenheim, en el sur al Distrito de Alb-Donau. En el suroeste el Distrito de Reutlingen y en el oeste el Distrito de Esslingen. La capital del distrito es la ciudad de Göppingen.

## Geografía
El Distrito de Göppingen se halla en la periferia del Jura Suabo. El Fils, un afluente del Neckar, pasa por el distrito.
El río procede de Wiesensteig (fuente), pasa por Geislingen an der Steige del este al oeste hasta Ebersbach an der Fils, donde deja el distrito y desemboca en el Neckar cerca de Plochingen.

### Demografía
El número de habitantes ha sido tomado del censo de población (¹) o datos de la oficina de estadística de Baden-Wurtemberg.
| Año                     | N.º Habitantes |
| ----------------------- | -------------- |
| 31 de diciembre de 1973 | 232.933        |
| 31 de diciembre de 1975 | 229.117        |
| 31 de diciembre de 1980 | 230.953        |
| 31 de diciembre de 1985 | 229.399        |
| 27 de mayo de 1987 ¹    | 231.284        |

| Año                     | N.º Habitantes |
| ----------------------- | -------------- |
| 31 de diciembre de 1990 | 243.092        |
| 31 de diciembre de 1995 | 255.203        |
| 31 de diciembre de 2000 | 256.792        |
| 31 de diciembre de 2005 | 257.783        |
| 30 de junio de 2006     | 257.314        |

## Ciudades y municipios
(Habitantes a 30 de junio de 2005)
| Ciudad 1. Donzdorf (11.070) 2. Ebersbach an der Fils (15.835) 3. Eislingen/Fils (20.509) 4. Geislingen an der Steige (27.763) 5. Göppingen (57.836) 6. Lauterstein (2.817) 7. Süßen (10.137) 8. Uhingen (13.931) 9. Wiesensteig (2.291) Distritos administrativos Los "Distritos Administrativos" son dos (o más) municipios que unen sus administraciones (en España, algo así como "Mancomunidades"). 1. Deggingen 2. Ebersbach an der Fils 3. Eislingen-Ottenbach-Salach 4. Geislingen an der Steige 5. Göppingen 6. Mittleres Fils-Lautertal 7. Oberes Filstal 8. Östlicher Schurwald 9. Raum Bad Boll 10. Uhingen 11. Voralb | Municipios 1. Adelberg (2.066) 2. Aichelberg (1.235) 3. Albershausen (4.334) 4. Bad Ditzenbach (3.755) 5. Bad Überkingen (3.963) 6. Birenbach (1.937) 7. Böhmenkirch (5.631) 8. Börtlingen (1.789) 9. Boll (5.242) 10. Deggingen (5.644) 11. Drackenstein (436) 12. Dürnau (2.066) 13. Eschenbach (2.270) 14. Gammelshausen (1.410) 15. Gingen an der Fils (4.406) 16. Gruibingen (2.245) 17. Hattenhofen (3.029) 18. Heiningen (5.553) 19. Hohenstadt (744) 20. Kuchen (5.744) 21. Mühlhausen im Täle (1.037) 22. Ottenbach (2.477) 23. Rechberghausen (5.543) 24. Salach (7.839) 25. Schlat (1.758) 26. Schlierbach (3.746) 27. Wäschenbeuren (3.933) 28. Wangen (3.195) 29. Zell unter Aichelberg (2.986) |

## Escudo de armas
Descripción
Una cornamenta negra de ciervo y león rampante con lengua roja sobre fondo gualda.
Historia
El león está tomado del escudo de los Hohenstaufen, quienes poseían territorios en el distrito. Al distrito también se le llama Stauferkreis (distrito de los Staufer). La cornamenta de ciervo es el símbolo de Wurtemberg, que dominó la mayor parte del distrito después de los Staufer.